# Veracruz (stát)
Veracruz, oficiálně Veracruz de Ignacio de la Llave, je jedním ze 31 států, které spolu s hlavním městem Ciudad de México tvoří federativní republiku Mexiko. Na severu od něj leží Tamaulipas, na východě Mexický záliv, na jihovýchodě sousedí s Tabascem, na jihu s Oaxacou a Chiapasem a na západě s Pueblou, Hidalgem a San Luis Potosí. Hlavním městem státu je Xalapa.